# Ricardo Teixeira
Pour l’article ayant un titre homophone, voir Ricardo Teixeira (pilote).
Ricardo Terra Teixeira, né le 20 juin 1947 à Carlos Chagas, est un dirigeant sportif brésilien, 18e président de la fédération brésilienne de football depuis le 16 janvier 1989, jusqu'à sa démission le 12 mars 2012. Son cinquième mandat consécutif se termina en 2007, mais il fut décidé de le prolonger jusqu'à la finale de la coupe du monde 2014, qui aura lieu au Brésil. Sa démission l'interromp plus de deux ans avant.

## Biographie
Le jeune mineiro, fils de banquier, étudiait le Droit à Rio de Janeiro lorsqu'il rencontra Lúcia, fille de João Havelange, lors du carnaval de 1966. Il avait à peine dix-neuf ans.
À la naissance de son premier fils, en 1974, il fit un cadeau à son beau-père en enregistrant le nouveau-né sous le nom de Ricardo Teixeira Havelange, plaçant son nom maternel en dernière position, au contraire de ce que demande la loi brésilienne.
Il fit une incursion malheureuse sur les marchés financiers, dans une société commune à son père, son beau-père et son frère.
Il arriva à la tête de la fédération brésilienne de football (CBF) en 1989, succédant à Octávio Pinto Guimarães, en battant lors de l'élection Nabi Abi Chedid, président de la fédération de l'État de São Paulo. Il trouva une fédération pratiquement incapable de faire face aux coûts de la préparation de la sélection pour la coupe du monde 1990 en Italie.
Divers scandales marquèrent la gestion de Teixeira, avec des accusations de népotisme pour l'attribution de postes à la CBF, de paiements de voyages vers les pays organisateurs de la coupe du monde à des magistrats et autres officiels ou encore à la conclusion de contrats défavorables au football brésilien, particulièrement avec le fabricant d'articles de sport Nike.
Il utilisa également les moyens de la CBF pour les campagnes politiques de dirigeants sportifs, avec pour fin de constituer au parlement national un groupe (bancada) favorable à ses intérêts, qui se fit connaître sous le nom de bancada da bola. Avec le montage de ce schéma de pouvoir, il assura ses quatre réélections. En 1998, il fut impliqué par des commissions d'investigation parlementaires, mais avec l'appui de parlementaires amis, il réussit à ne pas être inquiété.
À Rio, le président de la CBF détient de nombreux intérêts, comme une concession automobile de la marque Hyundai, des boites de nuit et des restaurants.
Il se sépara de sa femme Lúcia en 1997. En décembre 2003, il se maria avec une gestionnaire, Ana Rodrigues.
Pendant sa gestion de la CBF, les sélections brésiliennes, de tous niveaux, conquirent 11 titres mondiaux et 27 sud-américains, consolidant son hégémonie sur la scène internationale. Dans le même temps, l'exode des stars brésiliennes vers les grands clubs de football européens a fortement augmenté.
Il créa également la compétition de la Copa do Brasil qui donne à de petits clubs l'opportunité de disputer une compétition nationale.
Ricardo Teixeira est citoyen honoraire de plusieurs États brésiliens. Le 12 mars 2012, il démissionne de son poste de président de la CBF. Il est remplacé par José Maria Marin.

## Plans pour 2007

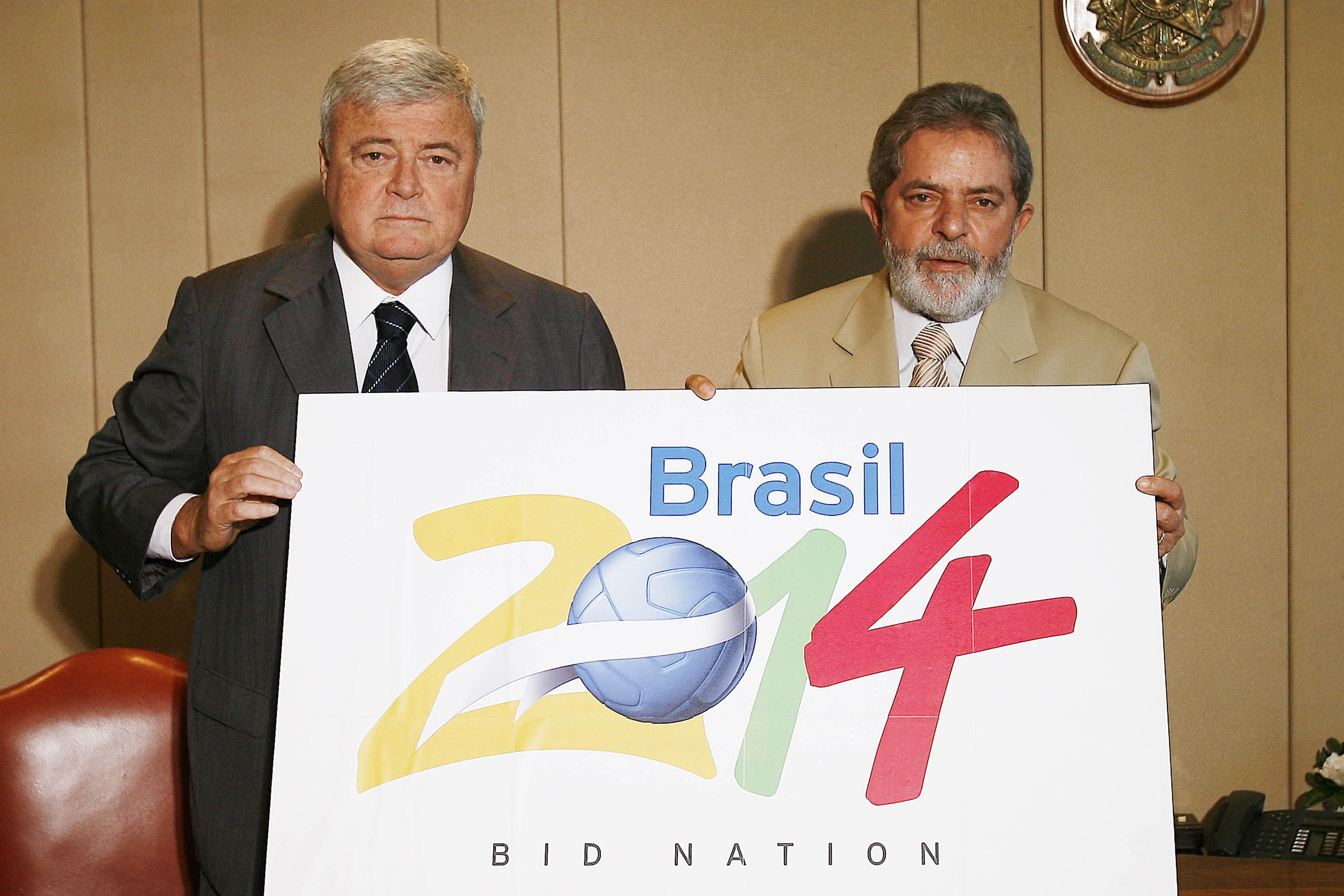
Ricardo Teixeira et le président Lula discutent de la candidature brésilienne à la coupe du monde de 2014.

Réunis en assemblée générale le 18 avril 2006, les dirigeants des 27 fédérations des États du Brésil décidèrent de prolonger de quatre à sept ans le mandat du prochain président de la fédération brésilienne, élu l'année suivante. Ricardo Teixeira était alors le candidat  officiel e la fédération, ce qui lui permettrait ainsi de garantir sa présence jusqu'après la coupe du monde de 2014, qui en raison du roulement entre continents prôné par la FIFA, aurait lieu en Amérique du Sud, le Brésil étant favori pour accueillir la compétition. Selon les auteurs de la proposition, cette mesure éviterait que, à l'approche de la coupe du monde, des États fassent pression pour obtenir des villes hôtes pour les matches de la compétition.
Lors de ses précédents mandats, Teixeira fut élu par un collège électoral formé des présidents des fédérations des États. À partir de 2003, les présidents des clubs série A de l'année précédant le vote participent également à l'élection.
Teixeira est le dirigeant qui resta le plus longtemps à la tête de la CBF.

### Sources
- (pt) Cet article est partiellement ou en totalité issu de l’article de Wikipédia en portugais intitulé « Ricardo Teixeira » (voir la liste des auteurs).